# Trois Jours de La Panne 2013
La 37e édition des Trois Jours de La Panne a eu lieu du 26 au 28 mars 2013. La course fait partie du calendrier UCI Europe Tour 2013 en catégorie 2.HC.
Le Français Sylvain Chavanel (Omega Pharma-Quick Step), lauréat du contre-la-montre final, s'impose devant le Norvégien Alexander Kristoff (Katusha), vainqueur de la précédente étape, et son coéquipier néerlandais Niki Terpstra.
Kristoff s'illustre également en remportant le classement par points alors que son coéquipier, l'Autrichien Marco Haller, celui du meilleur grimpeur. Le Belge Koen Barbé gagne le classement des rushs ainsi que celui de la combativité. La formation belge Omega Pharma-Quick Step de Chavanel termine meilleure équipe.

## Présentation

### Équipes
Classé en catégorie 2.HC de l'UCI Europe Tour, les Trois Jours de La Panne sont par conséquent ouverts aux UCI ProTeams dans la limite de 50 % des équipes participantes, aux équipes continentales professionnelles, aux équipes continentales et à des équipes nationales.
| Nom de l'équipe         | Pays       | Code |
| ----------------------- | ---------- | ---- |
| Argos-Shimano           | Pays-Bas   | ARG  |
| Astana                  | Kazakhstan | AST  |
| Cannondale              | Italie     | CAN  |
| FDJ                     | France     | FDJ  |
| Katusha                 | Russie     | KAT  |
| Lampre-Merida           | Italie     | LAM  |
| Lotto-Belisol           | Belgique   | LTB  |
| Omega Pharma-Quick Step | Belgique   | OPQ  |
| Orica-GreenEDGE         | Australie  | OGE  |
| Vacansoleil-DCM         | Pays-Bas   | VCD  |

| Nom de l'équipe       | Pays     | Code |
| --------------------- | -------- | ---- |
| 3M                    | Belgique | MMM  |
| An Post-ChainReaction | Belgique | SKT  |

| Nom de l'équipe             | Pays           | Code |
| --------------------------- | -------------- | ---- |
| Accent Jobs-Wanty           | Belgique       | AJW  |
| Bardiani Valvole-CSF Inox   | Italie         | BAR  |
| Champion System             | Chine          | CSS  |
| Crelan-Euphony              | Belgique       | CRE  |
| Europcar                    | France         | EUC  |
| MTN-Qhubeka                 | Afrique du Sud | MTN  |
| NetApp-Endura               | Allemagne      | TNE  |
| RusVelo                     | Russie         | RVL  |
| Topsport Vlaanderen-Baloise | Belgique       | TSV  |
| UnitedHealthcare            | États-Unis     | UHC  |
| Vini Fantini-Selle Italia   | Italie         | VIN  |

## Étapes
| Étape     | Date    | Villes étapes          |  | Distance (km) | Vainqueur d’étape  | Leader du classement général |
| --------- | ------- | ---------------------- |  | ------------- | ------------------ | ---------------------------- |
| 1re étape | 26 mars | Middelkerke - Zottegem |  | 199,8         | Peter Sagan        | Peter Sagan                  |
| 2e étape  | 27 mars | Audenarde - Coxyde     |  | 204,2         | Mark Cavendish     | Arnaud Démare                |
| 3ea étape | 28 mars | La Panne - La Panne    |  | 112,6         | Alexander Kristoff | Alexander Kristoff           |
| 3eb étape | 28 mars | La Panne - La Panne    |  | 14,7          | Sylvain Chavanel   | Sylvain Chavanel             |

## Déroulement de la course

### 1reétape
Le Slovaque Peter Sagan (Cannondale) s'impose en réglant au sprint un groupe d'une dizaine de coureurs. Il s'agit de la septième victoire de la saison pour le Slovaque.
|    | Coureur            | Équipe                    |    | Temps           |
| -- | ------------------ | ------------------------- | -- | --------------- |
| 1  | Peter Sagan        | Cannondale                | en | 5 h 00 min 27 s |
| 2  | Arnaud Démare      | FDJ                       | +  | m.t             |
| 3  | Alexander Kristoff | Katusha                   |    | m.t             |
| 4  | Sylvain Chavanel   | Omega Pharma-Quick Step   |    | m.t             |
| 5  | Oscar Gatto        | Vini Fantini-Selle Italia |    | m.t             |
| 6  | Maxime Vantomme    | Crelan-Euphony            |    | m.t             |
| 7  | Niki Terpstra      | Omega Pharma-Quick Step   |    | m.t             |
| 8  | Jérôme Cousin      | Europcar                  |    | m.t             |
| 9  | Davide Cimolai     | Lampre-Merida             |    | m.t             |
| 10 | Johan Le Bon       | FDJ                       |    | m.t             |

|    | Coureur            | Équipe                    |    | Temps           |
| -- | ------------------ | ------------------------- | -- | --------------- |
| 1  | Peter Sagan        | Cannondale                | en | 5 h 00 min 17 s |
| 2  | Arnaud Démare      | FDJ                       | +  | 4 s             |
| 3  | Alexander Kristoff | Katusha                   |    | 6 s             |
| 4  | Sylvain Chavanel   | Omega Pharma-Quick Step   |    | 10 s            |
| 5  | Oscar Gatto        | Vini Fantini-Selle Italia |    | 10 s            |
| 6  | Niki Terpstra      | Omega Pharma-Quick Step   |    | 10 s            |
| 7  | Maxime Vantomme    | Crelan-Euphony            |    | 10 s            |
| 8  | Jérôme Cousin      | Europcar                  |    | 10 s            |
| 9  | Davide Cimolai     | Lampre-Merida             |    | 10 s            |
| 10 | Johan Le Bon       | FDJ                       |    | 10 s            |

### 2eétape
Le Britannique Mark Cavendish (Omega Pharma-Quick Step) remporte cette étape lors d'un sprint massif. Il s'agit de la septième victoire individuelle de la saison du coureur britannique.
|    | Coureur             | Équipe                      |    | Temps           |
| -- | ------------------- | --------------------------- | -- | --------------- |
| 1  | Mark Cavendish      | Omega Pharma-Quick Step     | en | 4 h 46 min 57 s |
| 2  | Elia Viviani        | Cannondale                  | +  | m.t             |
| 3  | Francesco Chicchi   | Vini Fantini-Selle Italia   |    | m.t             |
| 4  | Arnaud Démare       | FDJ                         |    | m.t             |
| 5  | Alexander Kristoff  | Katusha                     |    | m.t             |
| 6  | Baptiste Planckaert | Crelan-Euphony              |    | m.t             |
| 7  | Romain Feillu       | Vacansoleil-DCM             |    | m.t             |
| 8  | Blaž Jarc           | NetApp-Endura               |    | m.t             |
| 9  | Nikias Arndt        | Argos-Shimano               |    | m.t             |
| 10 | Tom Van Asbroeck    | Topsport Vlaanderen-Baloise |    | m.t             |

|    | Coureur            | Équipe                    |    | Temps           |
| -- | ------------------ | ------------------------- | -- | --------------- |
| 1  | Arnaud Démare      | FDJ                       | en | 9 h 47 min 18 s |
| 2  | Alexander Kristoff | Katusha                   | +  | 2 s             |
| 3  | Mark Cavendish     | Omega Pharma-Quick Step   |    | 5 s             |
| 4  | Sylvain Chavanel   | Omega Pharma-Quick Step   |    | 6 s             |
| 5  | Maxime Vantomme    | Crelan-Euphony            |    | 6 s             |
| 6  | Niki Terpstra      | Omega Pharma-Quick Step   |    | 6 s             |
| 7  | Davide Cimolai     | Lampre-Merida             |    | 11 s            |
| 8  | Johan Le Bon       | FDJ                       |    | 14 s            |
| 9  | Oscar Gatto        | Vini Fantini-Selle Italia |    | 14 s            |
| 10 | André Greipel      | Lotto-Belisol             |    | 15 s            |

### 3ea étape
|    | Coureur             | Équipe                    |    | Temps           |
| -- | ------------------- | ------------------------- | -- | --------------- |
| 1  | Alexander Kristoff  | Katusha                   | en | 2 h 23 min 02 s |
| 2  | Sacha Modolo        | Bardiani Valvole-CSF Inox | +  | m.t             |
| 3  | Elia Viviani        | Cannondale                |    | m.t             |
| 4  | Sonny Colbrelli     | Bardiani Valvole-CSF Inox |    | m.t             |
| 5  | Baptiste Planckaert | Crelan-Euphony            |    | m.t             |
| 6  | Davide Cimolai      | Lampre-Merida             |    | m.t             |
| 7  | Kenny Dehaes        | Lotto-Belisol             |    | m.t             |
| 8  | Mark Cavendish      | Omega Pharma-Quick Step   |    | m.t             |
| 9  | Kenny van Hummel    | Vacansoleil-DCM           |    | m.t             |
| 10 | Alessandro Bazzana  | UnitedHealthcare          |    | m.t             |

|    | Coureur             | Équipe                    |    | Temps            |
| -- | ------------------- | ------------------------- | -- | ---------------- |
| 1  | Alexander Kristoff  | Katusha                   | en | 12 h 16 min 16 s |
| 2  | Arnaud Démare       | FDJ                       | +  | 4 s              |
| 3  | Mark Cavendish      | Omega Pharma-Quick Step   |    | 9 s              |
| 4  | Sylvain Chavanel    | Omega Pharma-Quick Step   |    | 10 s             |
| 5  | Maxime Vantomme     | Crelan-Euphony            |    | 10 s             |
| 6  | Niki Terpstra       | Omega Pharma-Quick Step   |    | 10 s             |
| 7  | Davide Cimolai      | Lampre-Merida             |    | 15 s             |
| 8  | Johan Le Bon        | FDJ                       |    | 18 s             |
| 9  | Oscar Gatto         | Vini Fantini-Selle Italia |    | 18 s             |
| 10 | Baptiste Planckaert | Crelan-Euphony            |    | 19 s             |

### 3eb étape
|    | Coureur                  | Équipe                  |    | Temps       |
| -- | ------------------------ | ----------------------- | -- | ----------- |
| 1  | Sylvain Chavanel         | Omega Pharma-Quick Step | en | 18 min 02 s |
| 2  | Anton Vorobyev           | Katusha                 | +  | 19 s        |
| 3  | Lieuwe Westra            | Vacansoleil-DCM         |    | 21 s        |
| 4  | Johan Le Bon             | FDJ                     |    | 24 s        |
| 5  | Niki Terpstra            | Omega Pharma-Quick Step |    | 31 s        |
| 6  | Alexander Kristoff       | Katusha                 |    | 32 s        |
| 7  | Tom Dumoulin             | Argos-Shimano           |    | 34 s        |
| 8  | Jens Mouris              | Orica-GreenEDGE         |    | 35 s        |
| 9  | Luke Durbridge           | Orica-GreenEDGE         |    | 35 s        |
| 10 | Guillaume Van Keirsbulck | Omega Pharma-Quick Step |    | 41 s        |

|    | Coureur                  | Équipe                  |    | Temps            |
| -- | ------------------------ | ----------------------- | -- | ---------------- |
| 1  | Sylvain Chavanel         | Omega Pharma-Quick Step | en | 12 h 34 min 28 s |
| 2  | Alexander Kristoff       | Katusha                 | +  | 22 s             |
| 3  | Niki Terpstra            | Omega Pharma-Quick Step |    | 31 s             |
| 4  | Johan Le Bon             | FDJ                     |    | 32 s             |
| 5  | Lieuwe Westra            | Vacansoleil-DCM         |    | 38 s             |
| 6  | Tom Dumoulin             | Argos-Shimano           |    | 51 s             |
| 7  | Luke Durbridge           | Orica-GreenEDGE         |    | 52 s             |
| 8  | David Boucher            | FDJ                     |    | 57 s             |
| 9  | Guillaume Van Keirsbulck | Omega Pharma-Quick Step |    | 58 s             |
| 10 | Mark Cavendish           | Omega Pharma-Quick Step |    | 1 min 06 s       |

## Classements finals

### Classement général
|    | Cycliste                 | Pays        | Équipe                  |    | Temps            |
| -- | ------------------------ | ----------- | ----------------------- | -- | ---------------- |
| 1  | Sylvain Chavanel         | France      | Omega Pharma-Quick Step | en | 12 h 34 min 28 s |
| 2  | Alexander Kristoff       | Norvège     | Katusha                 | +  | 22 s             |
| 3  | Niki Terpstra            | Pays-Bas    | Omega Pharma-Quick Step |    | 31 s             |
| 4  | Johan Le Bon             | France      | FDJ                     |    | 32 s             |
| 5  | Lieuwe Westra            | Pays-Bas    | Vacansoleil-DCM         |    | 38 s             |
| 6  | Tom Dumoulin             | Pays-Bas    | Argos-Shimano           |    | 51 s             |
| 7  | Luke Durbridge           | Australie   | Orica-GreenEDGE         |    | 52 s             |
| 8  | David Boucher            | France      | FDJ                     |    | 57 s             |
| 9  | Guillaume Van Keirsbulck | Belgique    | Omega Pharma-Quick Step |    | 58 s             |
| 10 | Mark Cavendish           | Royaume-Uni | Omega Pharma-Quick Step |    | 1 min 06 s       |

### Classements annexes
|   | Cycliste           | Équipe     | Points |
| - | ------------------ | ---------- | ------ |
| 1 | Alexander Kristoff | Katusha    | 43     |
| 2 | Arnaud Démare      | FDJ        | 32     |
| 3 | Elia Viviani       | Cannondale | 26     |

|   | Cycliste          | Équipe                    | Points |
| - | ----------------- | ------------------------- | ------ |
| 1 | Marco Haller      | Katusha                   | 40     |
| 2 | Mattia Pozzo      | Vini Fantini-Selle Italia | 23     |
| 3 | Matthew Brammeier | Champion System           | 20     |

|   | Cycliste        | Équipe                | Points |
| - | --------------- | --------------------- | ------ |
| 1 | Koen Barbé      | Crelan-Euphony        | 16     |
| 2 | Dmitriy Gruzdev | Astana                | 6      |
| 3 | Sam Bennett     | An Post-ChainReaction | 5      |

|   | Équipe                  | Pays     |    | Temps            |
| - | ----------------------- | -------- | -- | ---------------- |
| 1 | Omega Pharma-Quick Step | Belgique | en | 37 h 44 min 45 s |
| 2 | Katusha                 | Russie   | +  | 17 s             |
| 3 | FDJ                     | France   |    | 36 s             |

## Évolution des classements
| Étape              | Vainqueur          | Classement général | Classement par points | Classement de la montagne | Classement des rushs | Classement par équipes  | Coureur le plus combatif |
| ------------------ | ------------------ | ------------------ | --------------------- | ------------------------- | -------------------- | ----------------------- | ------------------------ |
| 1                  | Peter Sagan        | Peter Sagan        | Peter Sagan           | Marco Haller              | Koen Barbé           | FDJ                     | Marco Haller             |
| 2                  | Mark Cavendish     | Arnaud Démare      | Arnaud Démare         | Marco Haller              | Koen Barbé           | Omega Pharma-Quick Step | Mattia Pozzo             |
| 3a                 | Alexander Kristoff | Alexander Kristoff | Alexander Kristoff    | Marco Haller              | Koen Barbé           | Omega Pharma-Quick Step | Niko Eeckhout            |
| 3b                 | Sylvain Chavanel   | Sylvain Chavanel   | Alexander Kristoff    | Marco Haller              | Koen Barbé           | Omega Pharma-Quick Step | Non décerné              |
| Classements finals | Classements finals | Sylvain Chavanel   | Alexander Kristoff    | Marco Haller              | Koen Barbé           | Omega Pharma-Quick Step | Koen Barbé               |

## Liste des participants
| Légende | Légende                                                                                                  | Légende | Légende                                                                                         |
| ------- | --- | ------- | ----------------------------------------------------------------------------------------------- |
| Num     | Dossard de départ porté par le coureur sur ces Trois Jours de La Panne                                   | Pos     | Position finale au classement général                                                           |
|         | Indique le vainqueur du classement général                                                               |         | Indique le vainqueur du classement de la montagne                                               |
|         | Indique le vainqueur du classement par points                                                            |         | Indique le vainqueur du classement des rushs                                                    |
| #       | Indique la meilleure équipe                                                                              |         |                                                                                                 |
| NP      | Indique un coureur qui n'a pas pris le départ d'une étape, suivi du numéro de l'étape où il s'est retiré | AB      | Indique un coureur qui n'a pas terminé une étape, suivi du numéro de l'étape où il s'est retiré |
| HD      | Indique un coureur qui a terminé une étape hors des délais, suivi du numéro de l'étape                   | *       | Indique un coureur en lice pour le maillot blanc (coureurs nés après le 1er janvier 1988)       |

| Omega Pharma-Quick Step # OPQ | Omega Pharma-Quick Step # OPQ   | Omega Pharma-Quick Step # OPQ |
| ----------------------------- | ------------------------------- | ----------------------------- |
| Num                           | Coureur                         | Pos                           |
| 1                             | Sylvain Chavanel (FRA)          |                               |
| 2                             | Mark Cavendish (GBR)            |                               |
| 3                             | Tom Boonen (BEL)                | NP-3a                         |
| 4                             | Niki Terpstra (NED)             |                               |
| 5                             | Gert Steegmans (BEL)            |                               |
| 6                             | Iljo Keisse (BEL)               |                               |
| 7                             | Nikolas Maes (BEL)              |                               |
| 8                             | Guillaume Van Keirsbulck (BEL)* |                               |

| Cannondale CAN | Cannondale CAN          | Cannondale CAN |
| -------------- | ----------------------- | -------------- |
| Num            | Coureur                 | Pos            |
| 11             | Peter Sagan (SVK)*      | NP-3a          |
| 12             | Maciej Bodnar (POL)     | NP-3a          |
| 13             | Guillaume Boivin (CAN)* |                |
| 14             | Mauro Da Dalto (ITA)*   |                |
| 15             | Ted King (USA)*         |                |
| 16             | Kristjan Koren (SLO)    | NP-3a          |
| 17             | Alan Marangoni (ITA)    |                |
| 18             | Elia Viviani (ITA)      |                |

| Lotto-Belisol LTB | Lotto-Belisol LTB         | Lotto-Belisol LTB |
| ----------------- | ------------------------- | ----------------- |
| Num               | Coureur                   | Pos               |
| 21                | André Greipel (GER)       | NP-3a             |
| 22                | Kenny Dehaes (BEL)        |                   |
| 23                | Tosh Van der Sande (BEL)  |                   |
| 24                | Jonas Van Genechten (BEL) |                   |
| 25                | Maarten Neyens (BEL)      |                   |
| 26                | Gregory Henderson (NZL)   | NP-1              |
| 27                | Vicente Reynés (ESP)      |                   |
| 28                | Fréderique Robert (BEL)*  |                   |

| Orica-GreenEDGE OGE | Orica-GreenEDGE OGE    | Orica-GreenEDGE OGE |
| ------------------- | ---------------------- | ------------------- |
| Num                 | Coureur                | Pos                 |
| 31                  | Baden Cooke (AUS)      |                     |
| 32                  | Stuart O'Grady (AUS)   |                     |
| 33                  | Tomas Vaitkus (LTU)    |                     |
| 34                  | Aidis Kruopis (LTU)    |                     |
| 35                  | Luke Durbridge (AUS)*  |                     |
| 36                  | Michael Hepburn (AUS)* |                     |
| 37                  | Leigh Howard (AUS)*    |                     |
| 38                  | Jens Mouris (NED)      |                     |

| Astana AST | Astana AST             | Astana AST |
| ---------- | ---------------------- | ---------- |
| Num        | Coureur                | Pos        |
| 41         | Andriy Grivko (UKR)    | AB-1       |
| 42         | Assan Bazayev (KAZ)    | AB-3a      |
| 43         | Dmitriy Muravyev (KAZ) |            |
| 44         | Simone Ponzi (ITA)*    |            |
| 45         | Dmitriy Gruzdev (KAZ)  |            |
| 46         | Alexey Lutsenko (KAZ)  | NP-3a      |
| 47         | Jacopo Guarnieri (ITA) |            |
| 48         | Andrea Guardini (ITA)  |            |

| Vacansoleil-DCM VCD | Vacansoleil-DCM VCD      | Vacansoleil-DCM VCD |
| ------------------- | ------------------------ | ------------------- |
| Num                 | Coureur                  | Pos                 |
| 51                  | Lieuwe Westra (NED)      |                     |
| 52                  | Kris Boeckmans (BEL)     |                     |
| 53                  | Wouter Mol (NED)         |                     |
| 54                  | Frederik Veuchelen (BEL) |                     |
| 55                  | Romain Feillu (FRA)      |                     |
| 56                  | Boy van Poppel (NED)     |                     |
| 57                  | Barry Markus (NED)       |                     |
| 58                  | Kenny van Hummel (NED)   |                     |

| Argos-Shimano ARG | Argos-Shimano ARG                 | Argos-Shimano ARG |
| ----------------- | --------------------------------- | ----------------- |
| Num               | Coureur                           | Pos               |
| 61                | Marcel Kittel (GER)               |                   |
| 62                | Tom Veelers (NED)                 | AB-3a             |
| 63                | Bert De Backer (BEL)              | NP-1              |
| 64                | Roy Curvers (NED)                 |                   |
| 65                | Tom Dumoulin (NED)                |                   |
| 66                | Nikias Arndt (GER)                |                   |
| 67                | Reinardt Janse van Rensburg (RSA) |                   |
| 68                | Luka Mezgec (SLO)                 |                   |

| Katusha KAT | Katusha KAT                   | Katusha KAT |
| ----------- | ----------------------------- | ----------- |
| Num         | Coureur                       | Pos         |
| 71          | Alexander Kristoff (NOR)      |             |
| 72          | Luca Paolini (ITA)            | NP-3a       |
| 73          | Marco Haller (AUT)*           |             |
| 74          | Viatcheslav Kouznetsov (RUS)* |             |
| 75          | Rüdiger Selig (GER)*          |             |
| 76          | Vladimir Isaychev (RUS)       |             |
| 77          | Alexey Tsatevitch (RUS)*      | NP-3a       |
| 78          | Anton Vorobyev (RUS)*         |             |

| Lampre-Merida LAM | Lampre-Merida LAM       | Lampre-Merida LAM |
| ----------------- | ----------------------- | ----------------- |
| Num               | Coureur                 | Pos               |
| 81                | Mattia Cattaneo (ITA)*  |                   |
| 82                | Davide Cimolai (ITA)*   |                   |
| 83                | Elia Favilli (ITA)      |                   |
| 84                | Roberto Ferrari (ITA)   | AB-3a             |
| 85                | Massimo Graziato (ITA)* |                   |
| 86                | Andrea Palini (ITA)*    |                   |
| 87                | Davide Viganò (ITA)     |                   |
| 88                | Luca Wackermann (ITA)*  |                   |

| FDJ | FDJ                      | FDJ   |
| --- | ------------------------ | ----- |
| Num | Coureur                  | Pos   |
| 91  | Arnaud Démare (FRA)*     |       |
| 92  | Matthieu Ladagnous (FRA) | AB-3a |
| 93  | William Bonnet (FRA)     |       |
| 94  | David Boucher (FRA)      |       |
| 95  | Mickaël Delage (FRA)     |       |
| 96  | Murilo Fischer (BRA)     |       |
| 97  | Johan Le Bon (FRA)*      |       |
| 98  | Dominique Rollin (CAN)   | AB-2  |

| Europcar EUC | Europcar EUC            | Europcar EUC |
| ------------ | ----------------------- | ------------ |
| Num          | Coureur                 | Pos          |
| 101          | Sébastien Turgot (FRA)  |              |
| 102          | Yohann Gène (FRA)       |              |
| 103          | Vincent Jérôme (FRA)    |              |
| 104          | Jérôme Cousin (FRA)     | AB-2         |
| 105          | Damien Gaudin (FRA)     | AB-2         |
| 106          | Morgan Lamoisson (FRA)* |              |
| 107          | Björn Thurau (GER)*     |              |
| 108          | David Veilleux (CAN)    |              |

| Vini Fantini-Selle Italia VIN | Vini Fantini-Selle Italia VIN | Vini Fantini-Selle Italia VIN |
| ----------------------------- | ----------------------------- | ----------------------------- |
| Num                           | Coureur                       | Pos                           |
| 101                           | Francesco Chicchi (ITA)       |                               |
| 112                           | Oscar Gatto (ITA)             |                               |
| 113                           | Kevin Hulsmans (BEL)          |                               |
| 114                           | Francesco Failli (ITA)        |                               |
| 115                           | Rafael Andriato (BRA)         |                               |
| 116                           | Pierpaolo De Negri (ITA)      |                               |
| 117                           | Mauro Finetto (ITA)           | AB-2                          |
| 118                           | Mattia Pozzo (ITA)            |                               |

| Bardiani Valvole-CSF Inox BAR | Bardiani Valvole-CSF Inox BAR | Bardiani Valvole-CSF Inox BAR |
| ----------------------------- | ----------------------------- | ----------------------------- |
| Num                           | Coureur                       | Pos                           |
| 121                           | Sacha Modolo (ITA)            |                               |
| 122                           | Marco Canola (ITA)            |                               |
| 123                           | Sonny Colbrelli (ITA)         |                               |
| 124                           | Marco Coledan (ITA)           |                               |
| 125                           | Christian Delle Stelle (ITA)  |                               |
| 126                           | Andrea Di Corrado (ITA)       | AB-1                          |
| 127                           | Filippo Fortin (ITA)          |                               |
| 128                           | Nicola Boem (ITA)             |                               |

| Champion System CSS | Champion System CSS     | Champion System CSS |
| ------------------- | ----------------------- | ------------------- |
| Num                 | Coureur                 | Pos                 |
| 131                 | Chan Jae Jang (KOR)*    |                     |
| 132                 | Matthew Brammeier (IRL) |                     |
| 133                 | Chad Beyer (USA)        |                     |
| 134                 | Gregor Gazvoda (SLO)    |                     |
| 135                 | Jiao Pengda (CHN)       |                     |
| 136                 | Ryan Roth (CAN)         |                     |
| 137                 | Clinton Avery (NZL)     |                     |
| 138                 | Wu Kin San (HKG)        |                     |

| Topsport Vlaanderen-Baloise TSV | Topsport Vlaanderen-Baloise TSV | Topsport Vlaanderen-Baloise TSV |
| ------------------------------- | ------------------------------- | ------------------------------- |
| Num                             | Coureur                         | Pos                             |
| 141                             | Preben Van Hecke (BEL)          | AB-3a                           |
| 142                             | Jarl Salomein (BEL)             |                                 |
| 143                             | Tim Mertens (BEL)               |                                 |
| 144                             | Pieter Jacobs (BEL)             |                                 |
| 145                             | Yves Lampaert (BEL)*            |                                 |
| 146                             | Gijs Van Hoecke (BEL)           |                                 |
| 147                             | Tom Van Asbroeck (BEL)          |                                 |
| 148                             | Michael Van Staeyen (BEL)       |                                 |

| NetApp-Endura TNE | NetApp-Endura TNE         | NetApp-Endura TNE |
| ----------------- | ------------------------- | ----------------- |
| Num               | Coureur                   | Pos               |
| 151               | Zakkari Dempster (AUS)    |                   |
| 152               | Russell Downing (GBR)     |                   |
| 153               | Markus Eichler (GER)      |                   |
| 154               | Blaž Jarc (SLO)           |                   |
| 155               | Roger Kluge (GER)         |                   |
| 156               | Andreas Schillinger (GER) |                   |
| 157               | Daniel Schorn (AUT)       |                   |
| 158               | Paul Voss (GER)           | NP-3a             |

| UnitedHealthcare UHC | UnitedHealthcare UHC     | UnitedHealthcare UHC |
| -------------------- | ------------------------ | -------------------- |
| Num                  | Coureur                  | Pos                  |
| 161                  | Alessandro Bazzana (ITA) |                      |
| 162                  | Lucas Euser (USA)        | AB-3a                |
| 163                  | Aldo Ino Ilešič (SLO)    | AB-1                 |
| 164                  | Christopher Jones (USA)  |                      |
| 165                  | Jake Keough (USA)        |                      |
| 166                  | Jeff Louder (USA)        |                      |
| 167                  | John Murphy (USA)        | AB-3a                |
| 168                  | Kiel Reijnen (USA)       | AB-3a                |

| Crelan-Euphony CRE | Crelan-Euphony CRE        | Crelan-Euphony CRE |
| ------------------ | ------------------------- | ------------------ |
| Num                | Coureur                   | Pos                |
| 171                | Maxime Vantomme (BEL)     |                    |
| 172                | Koen Barbé (BEL)          |                    |
| 173                | Kurt Hovelijnck (BEL)     |                    |
| 174                | Jonathan Breyne (BEL)     | AB-2               |
| 175                | Kevin Claeys (BEL)        |                    |
| 176                | Reinier Honig (NED)       |                    |
| 177                | Egidijus Juodvalkis (LTU) |                    |
| 178                | Baptiste Planckaert (BEL) |                    |

| RusVelo RVL | RusVelo RVL               | RusVelo RVL |
| ----------- | ------------------------- | ----------- |
| Num         | Coureur                   | Pos         |
| 181         | Igor Boev (RUS)*          |             |
| 182         | Valery Kaykov (RUS)*      | AB-3a       |
| 183         | Ivan Savitskiy (RUS)*     | AB-1        |
| 184         | Artur Ershov (RUS)*       |             |
| 185         | Roman Maikin (RUS)*       |             |
| 186         | Viktor Manakov (RUS)*     |             |
| 187         | Artem Ovechkin (RUS)      | AB-2        |
| 178         | Andrey Solomennikov (RUS) | AB-2        |

| MTN-Qhubeka MTN | MTN-Qhubeka MTN         | MTN-Qhubeka MTN |
| --------------- | ----------------------- | --------------- |
| Num             | Coureur                 | Pos             |
| 191             | Gerald Ciolek (GER)     |                 |
| 193             | Bradley Potgieter (RSA) |                 |
| 194             | Youcef Reguigui (ALG)*  |                 |
| 195             | Martin Reimer (GER)     |                 |
| 196             | Andreas Stauff (GER)    |                 |
| 197             | Jani Tewelde (ERI)      | AB-1            |
| 198             | Martin Wesemann (RSA)*  |                 |

| Accent Jobs-Wanty AJW | Accent Jobs-Wanty AJW     | Accent Jobs-Wanty AJW |
| --------------------- | ------------------------- | --------------------- |
| Num                   | Coureur                   | Pos                   |
| 201                   | Danilo Napolitano (ITA)   |                       |
| 202                   | Stefan van Dijk (NED)     |                       |
| 203                   | Staf Scheirlinckx (BEL)   | AB-1                  |
| 204                   | James Vanlandschoot (BEL) |                       |
| 205                   | Davy Commeyne (BEL)       | AB-1                  |
| 206                   | Tim De Troyer (BEL)       |                       |
| 207                   | Roy Jans (BEL)            |                       |
| 208                   | Benjamin Verraes (BEL)    |                       |

| 3M MMM | 3M MMM                    | 3M MMM |
| ------ | ------------------------- | ------ |
| Num    | Coureur                   | Pos    |
| 211    | Marius Bernatonis (LTU)   |        |
| 212    | Kess Heytens (BEL)        |        |
| 213    | Joren Segers (BEL)*       |        |
| 214    | Timothy Stevens (BEL)     |        |
| 215    | Mike Terpstra (NED)*      |        |
| 216    | Thomas Vanhaecke (BEL)*   |        |
| 217    | Michael Vingerling (BEL)* |        |
| 218    | Wouter Wippert (NED)*     | AB-3a  |

| An Post-ChainReaction SKT | An Post-ChainReaction SKT | An Post-ChainReaction SKT |
| ------------------------- | ------------------------- | ------------------------- |
| Num                       | Coureur                   | Pos                       |
| 221                       | Alphonse Vermote (BEL)*   |                           |
| 222                       | Niko Eeckhout (BEL)       |                           |
| 223                       | Shane Archbold (NZL)      |                           |
| 224                       | Sam Bennett (IRL)*        | AB-3a                     |
| 225                       | Mark McNally (GBR)        | AB-2                      |
| 226                       | Glenn O'Shea (AUS)*       |                           |
| 227                       | Steven Van Vooren (BEL)   |                           |
| 228                       | Nicolas Vereecken (BEL)*  |                           |